# Soldam
Soldam (ソルダム?) è un videogioco arcade sviluppato nel 1992 da Jaleco. Il videogioco rompicapo ha ricevuto una conversione per Game Boy nel 1993 e un seguito per Nintendo Switch dal titolo Soldam: Drop, Connect, Erase. Nel 2021 il gioco è stato distribuito per PlayStation 4 e Nintendo Switch.